# Calycopis thama
Calycopis thama is een vlinder uit de familie van de Lycaenidae. De wetenschappelijke naam van de soort werd als Thecla thama in 1877 gepubliceerd door William Chapman Hewitson.